# Etelfrido de Elmham
Etelfrido (em latim: Ethelfridus; em inglês antigo: Aethelfrith, Eðelfrid) ou Edilfrido (Eadilfridus) foi bispo de Elmham de 736 até algum momento incerto.

## Vida
Em 736, quando recebeu seu pálio, o arcebispo Notelmo consagrou Cuteberto como bispo de Herefórdia, Herevaldo como bispo de Sherborne e Etelfrido como bispo de Elmham. Em 742, testemunhou o documento do rei Etelbaldo da Mércia que confirmava privilégios às igrejas do Reino de Câncio.